# Clinamen / Nodus
Clinamen / Nodus est une œuvre pour orchestre composée par Olga Neuwirth en 1999.

## Histoire
Pour fêter les 75 ans du compositeur et chef d'orchestre Pierre Boulez, l'Orchestre symphonique de Londres lui demande de venir interpréter plusieurs œuvres de son répertoire, ainsi que des œuvres commandées spécialement pour l'occasion. Un morceau est entre autres commandé à Olga Neuwirth, destiné à être joué entre les Trois pièces pour orchestre d'Alban Berg et la Symphonie nº 6 de Mahler. Il est demandé à la compositrice de ne pas utiliser d'instrument à vent dans sa partition, pour permettre aux musiciens de reprendre leur souffle entre les deux autres œuvres à interpréter. Neuwirth s'en tient donc aux instruments à cordes et aux percussions, auxquels elle ajoute le célesta en clin-d'œil à la Musique pour cordes, percussion et célesta de Belá Bartok, mais aussi deux cithares bavaroises désaccordées, une guitare hawaïenne, un Lion's Roar et encore des sirènes.
Le titre reprend deux mots en latin : clinamen qui veut dire « inclinaison » et nodus qui veut dire « nœud ». Les deux mots s'opposent, pour montrer une tension dans la composition. Ils peuvent aussi montrer que le processus musical est à la fois fixé et imprévisible. Clinamen, en référence à Deleuze et Guettari, évoque la catastrophe qui arrive lorsqu'on ne s'y attend pas.
L'œuvre est créée le 26 janvier 2000, au Barbican Center à Londres, par l'Orchestre symphonique de Londres sous la direction de Pierre Boulez.
Sa durée d'exécution est d'à peu près 15 minutes.

## Effectif
Un célesta, cinq percussionnistes, seize violons, 14 violons II, douze altos, dix violoncelles, huit contrebasses